# MacGyver
MacGyver (br: Profissão: Perigo; pt/ao/mz: MacGyver) foi uma série de televisão americana de ação-aventura criada por Lee David Zlotoff. Henry Winkler e John Rich foram os produtores executivos. MacGyver durou 7 temporadas, de 1985 a 1992, no canal ABC nos Estados Unidos. A série foi filmada em Los Angeles nas temporadas um, dois e sete e em Vancouver nas quatro restantes. O último episódio foi exibido a 21 de maio de 1992.
A série segue o agente secreto Angus MacGyver, interpretado por Richard Dean Anderson, que trabalha como “um solucionador de problemas” para a Fundação Phoenix em Los Angeles e como agente para o Departamento Governamental de Serviços Externos (DXS), ambas fictícias. Educado como cientista, MacGyver serviu na Guerra do Vietnã como técnico da brigada antibombas ("Countdown"). Muito versátil e possuidor de um conhecimento enciclopédico de ciências físicas, MacGyver resolve problemas complexos ao criar coisas a partir de objetos comuns, grande parte das vezes com a ajuda do seu canivete suíço; MacGyver também porta consigo fósforos e fita adesiva em alguns episódios. Prefere resolver suas missões sem violência e não gosta de usar armas de fogo devido a uma morte acidental que envolveu um de seus amigos de infância.
MacGyver teve sucesso moderado mas ganhou uma base de fãs leal. Popular tanto nos Estados Unidos, como ao redor do mundo, foram criados dois filmes para televisão, MacGyver: Lost Treasure of Atlantis e MacGyver: Trail to Doomsday, ambos estreados na ABC em 1994. Uma série spin-off, Young MacGyver, foi planeada para 2003, mas apenas foi produzido o episódio piloto. Vários produtos de marketing foram criados, como jogos, brinquedos e mídia impressa. Estão em andamento a produção de um longa metragem baseada em MacGyver, além de uma nova série reboot com o ator Lucas Till como protagonista, a qual estreou na CBS em 23 de setembro de 2016.

## Premissa
A série gira em torno de MacGyver, cujo principal recurso é a sua aplicação prática do conhecimento científico e do uso inventivo de itens comuns - como um canivete suíço a qual o personagem sempre leva consigo, fita adesiva e fósforos (esses dois últimos itens são usados ocasionalmente). As soluções inteligentes que MacGyver implementa para resolver problemas aparentemente insolúveis - muitas vezes em situações de vida ou morte que exigem que ele improvise dispositivos complexos em questão de minutos - foram a grande atração do seriado, que foi cultuado para gerar interesse nas ciências aplicadas, particularmente engenharia, e para fornecer histórias que atraísse o público. Todas as façanhas de MacGyver na série foram examinadas ostensivamente sob consulta de cientistas a pedido dos próprios roteiristas do programa para garantir uma base em princípios científicos (mesmo assim, os criadores reconheceram que, na vida real, uma pessoa teria que ter bastante sorte para realizar a grande maioria dos truques de MacGyver). Nos poucos casos em que MacGyver usou produtos químicos domésticos para misturar venenos, explosivos ou outros itens considerados perigosos demais para serem descritos com precisão ao público, os detalhes foram alterados, deixados vagos ou até mesmo alguns componentes ou passos essenciais foram omitidos para se evitar que crianças (público que dava muita audiência ao show) tentassem repetir as cenas.
Ocasionalmente o seriado também tratava de questões sociais (como o controle de armas de fogo ou problemas da juventude da época), principalmente da 4ª até a 7ª temporada. Da 1ª até a 3ª temporada, a série era mais focada nas missões que MacGyver realizava para o Governo dos Estados Unidos e, posteriormente, para a Fundação Phoenix.

## Episódios
| Temporadas | Temporadas                | Episódios                 | Transmissão original   | Transmissão original   |
| Temporadas | Temporadas                | Episódios                 | Primeira transmissão   | Última exibição        |
| ---------- | ------------------------- | ------------------------- | ---------------------- | ---------------------- |
|            | 1                         | 22                        | 29 de setembro de 1985 | 7 de maio de 1986      |
|            | 2                         | 22                        | 22 de setembro de 1986 | 4 de maio de 1987      |
|            | 3                         | 20                        | 21 de setembro de 1987 | 9 de maio de 1988      |
|            | 4                         | 19                        | 31 de outubro de 1988  | 15 de maio de 1989     |
|            | 5                         | 21                        | 18 de setembro de 1989 | 30 de abril de 1990    |
|            | 6                         | 21                        | 17 de setembro de 1990 | 6 de maio de 1991      |
|            | 7                         | 14                        | 16 de setembro de 1991 | 21 de maio de 1992     |
|            | Lost Treasure of Atlantis | Lost Treasure of Atlantis | 14 de maio de 1994     | 14 de maio de 1994     |
|            | Trail to Doomsday         | Trail to Doomsday         | 24 de novembro de 1994 | 24 de novembro de 1994 |

Vários episódios, incluindo o piloto, começam com um cold open, mostrando MacGyver já em uma missão. MacGyver frequentemente narra histórias de sua infância em relação a situação mostrada na cena, onde ele precisa realizar algum "truque". Ele o faz com bastante simplicidade rapidamente, e a história principal começa após os créditos iniciais.
A abertura da série consiste em cenas em que MacGyver realiza suas missões, estando em situação de perigo e solucionando seus vários problemas com bastante simplicidade (esta sequência de abertura é muito mais utilizada nas três primeiras temporadas do que nas quatro últimas, quando sofreu pequenas edições). Este segmento é muitas vezes escrito e dirigido por uma equipe diferente da história principal do episódio. Após os créditos, a história principal se desenrola na estrutura padrão de séries de TV americanas, dividida por dois intervalos. Em muitos episódios, a seqüência de abertura ocorre após os créditos de abertura e muitas vezes não envolve MacGyver em uma missão, mas sim em uma situação usada para o desenvolvimento da história.

## Personagens

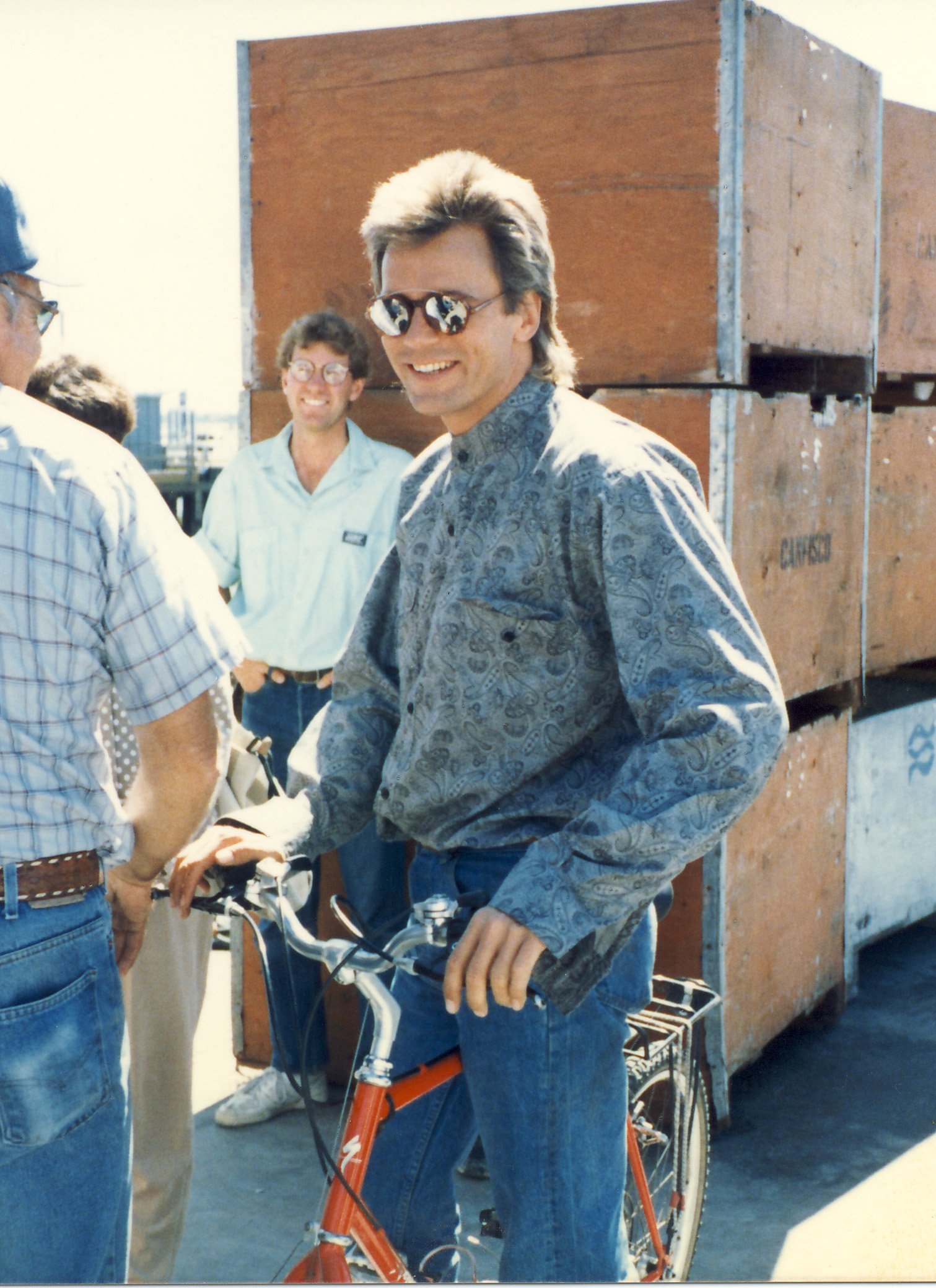
Richard Dean Anderson em 1985, intérprete do protagonista MacGyver.

- Angus MacGyver (interpretado por Richard Dean Anderson): também chamado algumas vezes de Mac, é um herói de ação altamente inteligente que prefere resolver conflitos sem violência recusando-se a carregar ou usar uma arma de fogo devido a um acidente de infância com um revólver que resultou na morte de um amigo, o que lhe traumatizou muito. MacGyver é um defensor franco do controle de armas, bem como um defensor da preservação ambiental, da igualdade racial e da assistência aos pobres. Graduado em uma escola técnica fictícia chamada Western Tech, onde obteve bacharelado em física, Mac realiza suas missões de forma inimaginável improvisando soluções utilizando objetos comuns (algumas das mais conhecidas façanhas realizadas por ele no seriado foram consertar um radiador furado de um carro com clara de ovos, selar um vazamento químico com barras de chocolate, impedir a detonação de uma bomba com um ingresso de um jogo de hóquei, etc.), sempre acompanhado de seu inseparável canivete suíço. Mesmo nos casos em que suas engenhocas improvisadas sejam usadas para atacar oponentes hostis, ele sempre o faz em defesa própria e, se possível, dominando e anulando qualquer possibilidade do rival atacá-lo, mas nunca o matando. O primeiro nome de MacGyver permanece um mistério até a última temporada, sempre que lhe perguntam ele diz que não gosta do seu primeiro nome e rapidamente desconversa; no episódio piloto da série MacGyver diz que seu primeiro nome é "Stace", mas essa informação não se torna corriqueira no restante da série. Seu primeiro nome foi revelado oficialmente apenas na última temporada, em "Good Knight, MacGyver (Part 2)", onde ele descobre que tinha um antepassado do século VII chamado Angus MacGyver, e admite que compartilham de seu primeiro nome (informação reforçada no penúltimo episódio da série "The Stringer", onde surge o filho de MacGyver, cujo nome do meio também é Angus).

Dana Elcar interpretou Pete Thorton, diretor de operações da Fundação Phoenix.

- Peter "Pete" Thornton (interpretado por Dana Elcar): é o chefe e o melhor amigo de MacGyver. Pete estava em uma operação do Departamento de Serviços Externos (DXS), que foi onde ele foi surpreendido pelo ingênuo Mac ao seguir Murdoc, um assassino internacional. Quando subiu de cargo para diretor de operações na Fundação Phoenix sete anos mais tarde, trouxe MacGyver para trabalhar consigo. Peter é responsável por recrutar MacGyver em suas missões, embora algumas vezes ele seja forçado a ajudar o agente em alguns problemas que ele enfrenta. Pete tem um filho chamado Michael, de uma união precedente. Em 1991, o ator Dana Elcar começou a desenvolver glaucoma, uma doença degenerativa dos olhos que causa a cegueira; esta circunstância foi descrita e mostrada na série, e o personagem de Elcar também desenvolveu a doença.

- Jack Dalton (interpretado por Bruce McGill): é um aviador e um velho amigo de MacGyver com fracassados esquemas de enriquecer fácil que sempre lhe trazem problemas. Sempre com um quepe de aviador e um tique nervoso no olho esquerdo quando mente. Dalton muitas vezes tenta paparicar as mulheres às quais ele é apresentado por MacGyver, mas sempre fracassa.

Murdoc, o diabólico assassino, principal rival de MacGyver, interpretado por Michael Des Barres.

- Murdoc (interpretado por Michael Des Barres): é o inimigo mais frequente de MacGyver na série que sempre retorna quando dado como morto. Trata-se de um assassino mestre que nunca falha em seus planos, exceto quando MacGyver se envolve neles. Sua primeira aparição na série foi apresentada na segunda temporada. Murdoc é um mestre do disfarce, bem como altamente qualificado e criativo no uso de armadilhas. O vilão costuma tirar fotos de suas vítimas no momento da morte como uma espécie de "assinatura" ou "marca registrada" em seus planos maquiavélicos. Contra MacGyver, Murdoc costuma se vingar de seu último encontro (uma vez dado com morto, pegando sempre Mac de surpresa). Todavia, o esquema de vingança de Murdoc não só falha, como também resulta em mais uma "morte" dele. Isso se tornou um tema recorrente: cada uma das aparências subsequentes de Murdoc na série termina em outra "morte" aparentemente certa, onde ele sobrevive incrivelmente, para retornar em um episódio posterior, sempre jurando vingança a MacGyver. Murdoc é membro de uma associação de Homicidas internacional (HIT).

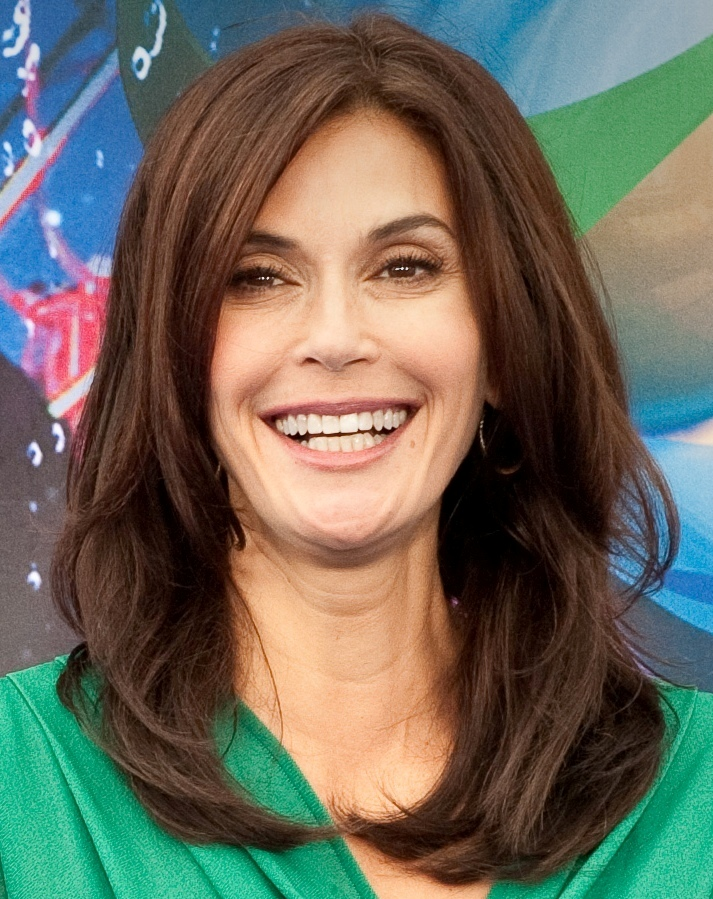
Teri Hatcher atuou como a atrapalhada e cômica Penny Parker.

- Penny Parker (interpretada por Teri Hatcher): Penny Parker e MacGyver se conheceram em um aeroporto na Bulgária ("Every Time She Smiles") quando tentou contrabandear algumas jóias em seu bolso para fora do país. Com pouco talento mas com grandes sonhos, sempre que vai atrás de um novo negócio começa um outro problema, ela foi utilizada algumas vezes por Murdoc para tentar eliminar MacGyver. Apesar de ser uma boa moça, Penny apresenta atitudes um tanto estúpidas, tendendo a agir sem pensar em diversos momentos, acarretando na ajuda de Mac.

- Os Coltons (interpretados por Della Reese, Cleavon Little, Richard Lawson e Cuba Gooding Jr.): é uma família de caçadores de recompensas, que foram apresentados no seriado um episódio de cada vez. A única ocasião em que mais de um aparece é no episódio "The Coltons" da última temporada, onde eles protagonizaram o episódio inteiro, enquanto que MacGyver foi mostrado secundariamente. Este episódio foi originalmente planejado para ser o último de toda a série e deveria ser apresentado na sexta temporada, que deveria ser a última, mas os diretores da ABC decidiram posteriormente produzir mais uma temporada, deixando "The Coltons" para a sétima. No Brasil, esse episódio é considerado perdido.

- Harry Jackson (interpretado por John Anderson): é o avô de MacGyver, que ajudou a criá-lo depois que sua avó e seu pai foram mortos em um acidente de carro quando Mac tinha nove anos. Sete anos depois, Harry deixou MacGyver para trabalhar no Alasca, mas sempre enviava dinheiro para MacGyver e sua mãe. Com o passar dos anos, MacGyver e Harry perderam contato, mas se reencontraram já na primeira temporada (no episódio "Target MacGyver", onde Mac e seu avô trabalharam juntos para derrotar um assassino chamado Axminster - encenado por D'Mitch Davis) depois de dezoito anos sem se verem. Harry aparece em cinco episódios: "Target MacGyver" (1ª temporada), "Phoenix Under Siege", "Friends" (ambos da 2ª temporada), "Passages" (5ª temporada) e "Harry's Will" (6ª temporada). Harry morre de um ataque cardíaco no episódio "Passages" da quinta temporada (neste episódio Mac entra em um coma depois de sofrer uma queda de um edifício após uma briga com um bandido e encontra o seu avô já como um espírito em um navio que leva as almas para o paraíso durante o seu coma), mas sua última aparição na série se dá em "Harry's Will" da temporada seguinte, quando Harry aparece em flashbacks de MacGyver.

- Nikki Carpenter (interpretada por Elyssa Davalos): Nikki é uma funcionária da Fundação Phoenix que começou a aparecer na terceira temporada. Muitas vezes tem diferenças de opinião com MacGyver, embora os dois acabem por respeitar-se como profissionais.

## Produção

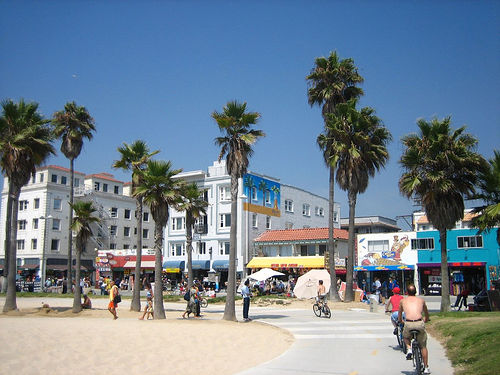
O calçadão da praia do distrito de Venice, Los Angeles. O local foi utilizado como locação para as duas primeiras temporadas.

Anteriormente à produção de MacGyver, John Rich estava trabalhando na sitcom Mr. Sunshine para a ABC; tal série teve um curtíssimo tempo e foi cancelada rapidamente. Henry Winkler acabara de terminar sua carreira de dez anos em Happy Days e estava procurando por outro projeto. Lee David Zlotoff estava trabalhando como produtor em Remington Steele, que era exibida na NBC. Os três se juntaram para formar um projeto de série que envolvia um agente secreto discreto que não usava armas; eles venderam o roteiro para a Paramount Television e a ABC se interessou pela série.
A série foi filmada no sul da Califórnia durante as duas primeiras temporadas e novamente na temporada final. Da terceira até a sexta temporada o programa foi rodado em vários locais em torno de Vancouver, na Columbia Britânica, no Canadá. Los Angeles permaneceu como cenário para a série durante toda a sua duração. A mudança para Vancouver foi devido à ameaça da série ser cancelada devido ao alto custo de produção. Nas temporadas 1 e 2, MacGyver foi retratado morando em um apartamento à beira-mar numa praia de Venice, em Los Angeles. Na temporada 3, ele se mudou para uma casa flutuante em um local não especificado, embora implícito ainda em Los Angeles, cujas filmagens ocorreram originalmente em Coal Harbour, perto do centro de Vancouver.
Quando a série estava em pré-produção, Winkler e Rich procuraram um ator adequado para fazer o protagonista MacGyver. Após uma aparição de Richard Dean Anderson em The Love Boat, Winkler convocou Anderson para fazer uma audição para a série. Durante a audição, os produtores sentiram que Richard deu ao personagem um toque mais humano que os outros atores concorrentes não apresentaram. Ambos acreditavam que Anderson se tornaria uma das novas estrelas da televisão americana e o aprovaram para o papel principal de imediato.
Anderson ficou conhecido por ter feito muitas cenas de ação da série, embora em épocas posteriores reduzira sua participação por ter sofrido muitos ferimentos. Ele feriu suas costas e chegou a realizar uma cirurgia no pé por causa de acidentes trabalhando como dublê.
Dois episódios da primeira temporada de MacGyver foram co-escritos por Terry Nation, um escritor britânico mais conhecido por ter criado o personagem Dalek da série Doctor Who.

## Histórico de transmissão
Depois de um início pouco empolgante na sua primeira temporada, MacGyver rendeu um considerável sucesso de audiência para a ABC a partir da temporada seguinte. Durante a quarta temporada, Richard Dean Anderson criticou a divulgação da série alegando que a ABC não promovia a série o suficiente em sua programação ou em outros veículos (jornais, revistas, outdoors, etc).
A sétima temporada da série foi encurtada, tendo apenas 14 episódios (contrastando com as temporadas anteriores, que tiveram de 19 a 22 episódios cada). Após o décimo segundo episódio da sétima temporada ser exibido em 30 de dezembro de 1991, MacGyver saiu da grade de programação da ABC e não foi transmitido até 25 de abril de 1992, quando foi exibido o episódio "The Stringer" (onde MacGyver descobre que tem um filho). O último episódio só foi exibido 26 dias depois, mais precisamente em 21 de maio de 1992. Quando perguntado por que a série foi cancelada, Anderson respondeu: "A única razão pela qual saiu do ar era que todos estavam prontos para seguir outros rumos. Eu estava fisicamente exausto e sem pique".
Em substituição a MacGyver, a ABC passou a apresentar The Young Indiana Jones Chronicles, uma série baseada na famosa franquia de filmes de George Lucas e coproduzida pelas empresas de produção de Lucas e Steven Spielberg da Paramount Television. Ao contrário de MacGyver, a série Young Indiana Jones não conseguiu cair no gosto popular e foi cancelada após duas únicas temporadas. A ABC e a Paramount tentaram, então, atrair novamente o público com outro seriado: The Marshal em janeiro de 1995, mas a série foi cancelada no final daquele mesmo ano e o relacionamento de longa data da Paramount com a ABC em produções para a TV (parceria esta responsável pela produção de MacGyver) foi rompido.

### Tabela de transmissões
| Temporada | Episódios | Primeira transmissão   | Última transmissão  | Dia e hora de exibição       | Classificação      | Avaliação          |
| --------- | --------- | ---------------------- | ------------------- | ---------------------------- | ------------------ | ------------------ |
| 1         | 22        | 29 de setembro de 1985 | 7 de maio de 1986   | Domingo às 20:00 horas       | #47                | 14.6               |
| 2         | 22        | 22 de setembro de 1986 | 4 de maio de 1987   | Segunda-feira às 20:00 horas | #45                | 14.6               |
| 3         | 20        | 21 de setembro de 1987 | 9 de maio de 1988   | Domingo às 20:00 horas       | #53                | 12.9               |
| 4         | 19        | 31 de outubro de 1988  | 15 de maio de 1989  | Domingo às 20:00 horas       | #46                | 13.5               |
| 5         | 21        | 18 de setembro de 1989 | 30 de abril de 1990 | Segunda-feira às 20:00 horas | não está no top 30 | não está no top 30 |
| 6         | 21        | 17 de setembro de 1990 | 6 de maio de 1991   | Segunda-feira às 20:00 horas | não está no top 50 | não está no top 50 |
| 7         | 14        | 16 de setembro de 1991 | 21 de maio de 1992  | Segunda-feira às 20:00 horas | não está no top 50 | não está no top 50 |

### Filmes para a TV
Em 1994, a série já havia sido lançada em mais de 70 mercados mundiais diferentes. Por causa da alta popularidade do show, dois filmes de TV baseados no seriado foram criados, ambos lançados em 1994. O primeiro filme MacGyver: Lost Treasure of Atlantis estreou nos Estados Unidos em maio de 1994 na ABC e foi rodado na Inglaterra e na Grécia. O segundo filme, MacGyver: Trail to Doomsday, estreou em novembro daquele ano na mesma emissora. Richard Dean Anderson trabahou como produtor executivo em ambas as produções, que foram filmadas na Europa.

### Reprises
Reprises da série ainda são frequentes na América do Norte, Europa, Austrália e Ásia. Juntamente com a sindicação local, as reprises foram transmitidas nos canais a cabo americanos USA Network de 1990 a 1997, na WGN America de 1998 a 2002, na TV Land de janeiro de 2003 a 2006 e no canal Spike por um breve período em 2005. Atualmente é exibida no canal Cloo desde 2011 com blocos de maratona mostrados nos fins de semana. Em 13 de maio de 2015, a Esquire Network também começou a reprisar série. Em 2016, foi a vez do canal MeTV começar a reapresentar o programa nos Estados Unidos. 

### Nos países lusófonos

#### Brasil
A série foi dublada no Brasil inicialmente pelo estúdio carioca da Herbert Richers da primeira até o fim da terceira temporada, quando a VTI Rio passou a dublar o show a partir do décimo nono episódio da terceira temporada até o seu fim em 1992. Em ambas as dublagens, a voz de MacGyver foi cedida por Garcia Júnior, com exceção dos episódios 5 até o 18 da terceira temporada, onde Mac foi dublado por Julio César Barreiros. A série recebeu o título de Profissão: Perigo no país, o que não caiu muito no gosto popular, visto que os brasileiros preferiram chamar a série pelo seu nome original MacGyver.
O seriado fez sua estreia na televisão brasileira em 6 de janeiro de 1986 na Rede Globo, sendo apresentado inicialmente às segundas-feiras as 21:30. No Brasil, Profissão: Perigo recebeu uma vinheta de abertura própria criada pela própria Globo utilizando um pequeno trecho da música "Tom Sawyer", da banda canadense Rush. A Globo transmitiu a série do começo até o seu fim, exibindo a derradeira temporada no ano de 1993, um ano depois da última transmissão original nos Estados Unidos (visto que a ABC encerrou a série em 1992).
Após a exibição pioneira da TV Globo no Brasil, o seriado também foi exibido por outras emissoras posteriormente. Atualmente, Profissão: Perigo é reprisado na TV aberta pela Rede Brasil e pela TV Diário, e na TV a cabo pelo canal TCM.

#### Portugal
Em Portugal, MacGyver fez a sua estreia na RTP1 a 24-09-1989, sendo apresentada aos domingos pelas 19:00. E continuou no canal até à década seguinte. Em 2010, a RTP Memória repetiu a série. Em novembro de 2019, a RTP Memória, readquiriu os direitos de transmissão da série para passá-la às 22:30, com repetição durante a madrugada. 

#### Moçambique
Em Moçambique, a série foi transmitida pela TVM na década de 1990.

#### Angola
Em Angola, a série foi transmitida pela TPA1.

## Lançamentos domésticos
A Paramount Home Entertainment lançou as sete temporadas de MacGyver em DVD nas regiões 1, 2 e 4. No Brasil, todas as temporadas foram lançadas em formato DVD pela Paramount Brasil com o som original e dublagens em português (tanto da Herbert Richers quanto da VTI) e espanhol, porém sem nenhum extra.
Em 16 de outubro de 2007, a CBS/DVD lançou MacGyver: The Complete Series, que consistiu num box especial de edição de colecionador com todos os 139 episódios da série, bem como os dois filmes de TV que se seguiram.
Em 15 de junho de 2010, a Paramount lançou os dois filmes de TV da série em DVD na Região 1 em um lançamento de disco único separado intitulado MacGyver - The TV Movies.

## Impacto cultural e legado
A capacidade do personagem principal de usar objetos ordinariamente simples para realizar feitos incríveis foi amplamente reverenciada, cultuada e parodiada. Houve alguns spin-offs cômicos do show, como a esquete MacGruber apresentada no programa estadunidense Saturday Night Live da NBC, o que originou posteriormente até mesmo um longa-metragem homônimo (no Brasil, o filme recebeu o título de Corram Que o Agente Voltou). MacGyver também inspirou uma paródia da canção Hey There Delilah, da banda Plain White T's intitulada de Hey There MacGyver.
A série também já foi referenciada em alguns episódios de The Simpsons, detalhando principalmente a obsessão que as irmãs de Marge Simpson (Patty e Selma) têm com o show e sua paixão pelo personagem MacGyver. O ator Richard Dean Anderson (intérprete de MacGyver), fã ávido da animação, chegou a fornecer a sua voz para dublar a si mesmo no episódio "Kiss Kiss, Bang Bangore", que foi exibido pela primeira vez em 9 de abril de 2006.
Em 2001, a banda They Might Be Giants lançou uma música intitulada "All MacGyver On It" na versão japonesa de seu álbum Mink Car.
Em 2006, Anderson apareceu em um comercial de televisão da MasterCard, patrocinadora do Super Bowl XL que ocorreu naquele ano. No reclame, ele consegue cortar as cordas que o encostam a uma cadeira usando um purificador de ar de pinheiro, usa uma meia de tubo comum como a polia para um tirolesa, além de conseguir realizar reparos em um caminhão utilizando apenas um clipe de papel, caneta esferográfica, borracha, pinças e spray nasal. Em contraste com os comerciais anteriores da MasterCard que mostram as pessoas fazendo compras extravagantes para realizar alguma tarefa mundana, MacGyver era retratado escapando de algum tipo de enrascada usando menos de US$ 20 de itens domésticos comuns. O comercial acaba mostrando-lhe propositadamente comprando uma variedade dessas coisas em uma loja de departamentos com seu cartão de crédito (como uma explicação linguística sobre como ele parece ter sempre itens que ele precisa na mão, não importa onde ele vá). Embora o comercial implique que Anderson está retratando o personagem MacGyver, ele não está identificado como tal.
Em uma pesquisa realizada em agosto de 2007 encomendada pela McCormick Tribune Foundation, os americanos elegeram MacGyver como o herói fictício favorito que eles gostariam que lhes salvassem caso estivessem em uma situação de risco.
Em fevereiro de 2008, a série científica MythBusters (Os Caçadores de Mitos) apresentou um episódio especial mostrando várias técnicas de MacGyver. Dos sete truques testados apenas um foi confirmado como verdadeiro. Em outro episódio, já da temporada final, eles entupiram um caminhão de correio contendo uma bomba com concreto fresco para conter uma explosão, como MacGyver fez no episódio "Blow Out" da terceira temporada.
Em 2008, a frase "O que MacGyver faria?" foi usada em um comercial de televisão da Nova Zelândia. O comercial apresentou a palavra "MacGyver" se desdobrando como um quebra-cabeça com um descascador de batata e uma faca de corte que se abrem como as lâminas de uma faca de um canivete suíço.
Em 2016, no episódio "Emancipation" da série Agents of S.H.I.E.L.D. da Marvel, a personagem Daisy Johnson diz a Lincoln Campbell por duas vezes que ela tem um "MacGyver" na porta de sua sala de espera para escapar de algum perigo.
O cantor "Weird Al" Yankovic fez duas referências a série em duas músicas: "Couch Potato" e "Handy". Em ambas as canções, é mencionado o nome de MacGyver.

### "MacGyverismo"

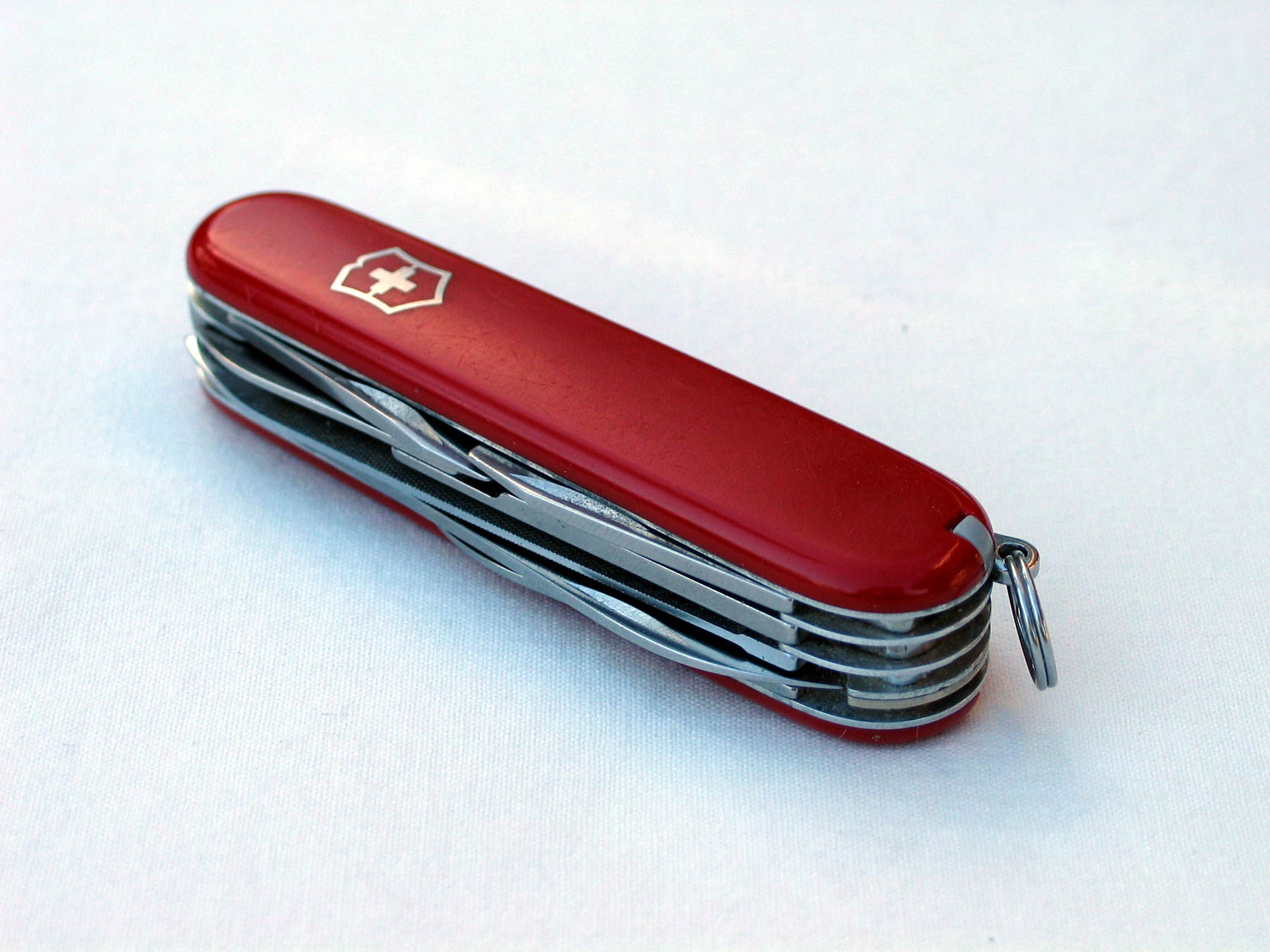
As proezas realizadas por MacGyver na série ajudaram o show a alcançar alta popularidade. Na grande maioria de seus truques, Mac utilizava apenas um canivete suíço.

Nos episódios da série, MacGyver emprega sua desenvoltura e seu conhecimento de química e física juntamente com a tecnologia e desportivismo para resolver problemas que muitas vezes parecem ser insolúveis, a qual o personagem aparece em situações de perigo e correndo riscos de morte. Ele cria invenções com itens simples para resolver esses problemas. Essas invenções tornaram o personagem famoso, tanto que os fãs da série criaram a palavra MacGyverism (o que pode ser facilmente adaptado para o português: MacGyverismo) para designar qualquer tipo de improviso realizado através de objetos básicos. Apesar de ser um agente secreto, MacGyver era diferente de outros personagens de outras séries de televisão e filmes de espionagem pois carregava consigo apenas um canivete suíço e até mesmo fita adesiva em alguns episódios, mas nunca uma arma de fogo ou um revólver como um agente comum faria.
O termo "MacGyverismo" chegou a ser citado na série pela personagem Joanne Remmings (interpretada por Pamela Bowen) no episódio "Twice Stung" da 2ª temporada. Quando MacGyver se apresenta a ela, ela usa o termo de tal modo que sugere que outras pessoas já o usaram antes:
Ah, eu ouvi sobre você! Você é o cara que faz... Como é que se diz? É... você sabe, os "MacGyverismos"; transforma uma coisa noutra?
Em uma entrevista de 1989 com Richard Dean Anderson, Arsenio Hall disse que tinha ouvido a palavra "MacGyver" usada como um verbo que significa "fazer o impossível". Anderson então usou isso como um adjetivo que significa "impossível". O termo "MacGyver" entrou no OxfordDictionaries.com (da casa editorial da Universidade de Oxford) em 2015 como um verbo que significa "fazer ou reparar (um objeto) de forma improvisada ou inventiva, fazendo uso de qualquer item que esteja em mãos".
Os escritores do programa basearam as invenções de MacGyver em itens que encontraram nos locais de gravação (tanto nos estúdios internos quanto nas gravações externas) e conceitos de conselheiros científicos como John Koivula e Jim Green. O show chegou a oferecer um prêmio monetário a pessoas que enviassem sugestões de truques para o personagem de Anderson realizar na série. Um jovem fã sugeriu que MacGyver pudesse reparar o radiador de um veículo utilizando apenas claras de ovos de galinha. O episódio "Bushmaster" foi gravado e a façanha sugerida foi mostrada neste episódio, enquanto que o fã sugestor foi recompensado; o produtor Henry Winkler disse em uma entrevista na NPR de 2005 que este era seu "MacGyverismo" favorito. Embora a produção do programa tivesse lido quase todas as cartas de sugestões enviadas pelo telespectadores, poucos truques foram utilizados desta maneira.

## Reboot
Em outubro de 2015, o produtor executivo Henry Winkler iniciou a produção de uma série reboot com James Wan e R. Scott Gemmill para ser exibida na CBS.
Em março de 2016, Lucas Till foi anunciado como o novo intérprete de MacGyver, assim como Joshua Boone como Gunner (o melhor amigo de MacGyver no ensino médio) e George Eads (conhecido por interpretar Nick Stokes em CSI: Crime Scene Investigation) como Jack Dalton. Posteriormente, estrearam na nova série também a atriz Addison Timlin como Mickey, uma desenvolvedora de aplicativos que é agressivamente progressista em seus pontos de vista políticos e Michelle Krusiec como a Agente Croix, a irmã de Dalton, que trabalha para o Departamento de Segurança Interna dos Estados Unidos.
A nova adaptação de MacGyver estreou nos Estados Unidos em 23 de setembro de 2016 pela CBS e está sendo produzida até os dias atuais. No Brasil, a nova série estreou em 2 de novembro de 2017 pelo canal pago Universal TV; na televisão aberta, o reboot estreou em 29 de agosto de 2019 pela RecordTV.

## Em outras mídias

### MacGyver e o novo Citan

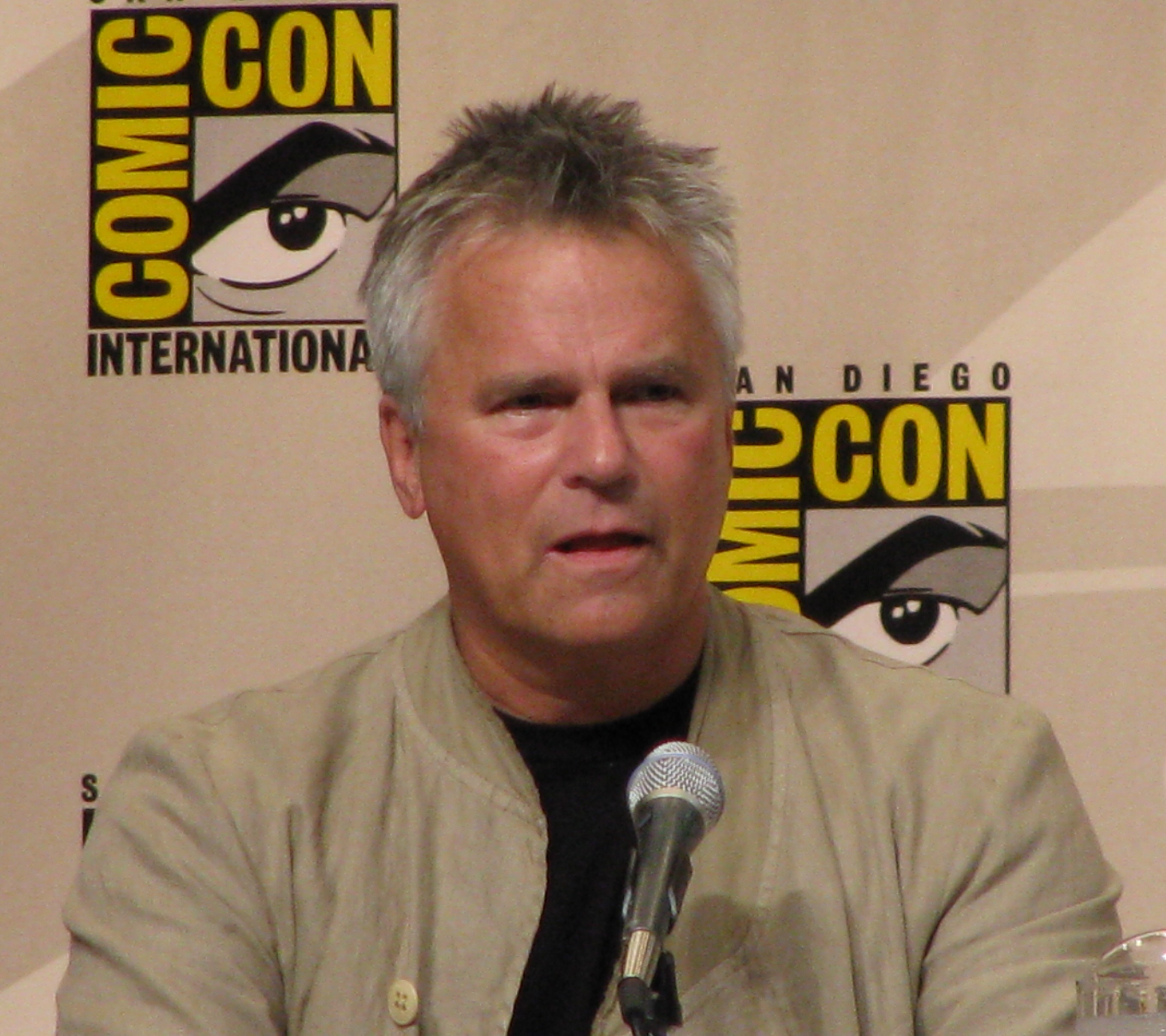
Richard Dean Anderson em 2008

Richard Dean Anderson voltou a atuar como MacGyver em setembro de 2012 em pequenos reclames comerciais da Mercedes-Benz para o lançamento do seu novo automóvel Citan na Europa. As cenas foram gravadas em Joanesburgo, África do Sul em julho de 2012.
Nesses reclames comerciais é contada uma única história divida em vários curtas. Mac agora administra um serviço de reparo móvel com sua filha Caitlin. Eles vão para um prédio alto para consertar um sistema de ar condicionado defeituoso quando terroristas rendem todos os ocupantes do edifício e assumem o prédio. Apesar de sua idade, MacGyver usa suas habilidades para derrotar os terroristas, descobrindo um bunker militar abaixo do porão do quartel deles ao segui-los. Depois que os terroristas carregam uma caixa grande em uma van, MacGyver os segue na sua van de trabalho Citan para um pátio de transporte, onde os meliantes começam um acordo de troca com outra gangue. Dentro da caixa há um soldado robô, que mata todos à sua volta. MacGyver então corre sobre o robô com o novo Citan e o desliga agilmente, salvando o dia.

### Quadrinhos
Em 2012, Tony Lee juntou-se ao criador da série Lee David Zlotoff e ao consultor técnico John Potter para escrever uma série de quadrinhos de 5 partes inspirada no show intitulada MacGyver: Fugitive Gauntlets. A história tem um cenário contemporâneo, mas mantém todos os principais elementos do antigo show, incluindo os outros personagens da clássica série como Pete Thornton, o diretor Fundação Phoenix, bem como os fabulosos truques do protagonista. A edição número 1 da HQ foi lançada em 10 de outubro de 2012 sendo publicada sob tiragem mensal até fevereiro de 2013.
A adaptação dos quadrinhos foi muito bem recebida em todo o mundo logo na edição #1 e recebeu críticas consideravelmente favoráveis através dos principais sites de quadrinhos. No entanto, Tony Lee, o idealizador da adaptação aos quadrinhos, admitiu em setembro de 2014 que as vendagens da revista não foram suficientes para motivar a publicação de uma segunda temporada da HQ.